# 세풍대교
세풍대교(世豊大橋)는 대한민국 전라남도 광양시에 위치한 대교이다. 순천시와 광양시 사이를 연결하며, 대한민국 최초의 곡선형 사장교이다.